# Marge la bûcheronne
Marge la bûcheronne (France) ou Thérapie de coupe (Québec) (Marge the Lumberjill) est un épisode de la série télévisée d'animation Les Simpson. Il s'agit du sixième épisode de la trente-et-unième saison et du 668e de la série.

## Synopsis
À la suite d'un spectacle organisé par Lisa, Marge se rend compte que tout le monde la considère comme ennuyeuse. Pour soulager sa conscience, elle met toute son énergie à découper un arbre laissé à l'abandon par Homer, révélant alors son talent pour le bûcheronnage. Repérée par une spécialiste, elle se lance alors dans la compétition de bûcheronnage grâce à l'entraînement de cette dernière, la poussant à se rendre un mois à Portland pour une compétition. Cependant, Homer craint de se faire voler Marge par son entraîneuse, et va tout faire pour la retrouver...

## Réception
Lors de sa première diffusion, l'épisode a attiré 5,00 millions de téléspectateurs.